# Mads-Kristoffer Kristoffersen
BMads-Kristoffer Kristoffersen (ur. 24 maja 1983) – duński sędzia piłkarski. Od 2013 roku sędzia międzynarodowy.
Kristoffersen znalazł się na liście sędziów Ligi Narodów UEFA 2018/19.

## Sędziowane mecze Ligi Europy UEFA 2017/2018[2]
| Mecz                            | Data      | Miejsce                           | Runda        | Wynik | Żółta kartka | Czerwona kartka |
| ------------------------------- | --------- | --------------------------------- | ------------ | ----- | ------------ | --------------- |
| Villareal CF – Maccabi Tel Awiw | 7.12.2017 | Estadio de la Cerámica, Vila-real | Faza grupowa | 0:1   | 2            | 0               |

## Sędziowane mecze Ligi Europy 2018/19[3]
| Mecz                    | Data       | Miejsce                   | Runda        | Wynik | Żółta kartka | Czerwona kartka |
| ----------------------- | ---------- | ------------------------- | ------------ | ----- | ------------ | --------------- |
| Fehervar – BATE Borysów | 20.09.2018 | Groupama Aréna, Budapeszt | Faza grupowa | 0:2   | 5            | 1               |

## Sędziowane mecze Ligi Narodów 2018/19[4]
| Mecz            | Data       | Miejsce                    | Grupa              | Wynik | Żółta kartka | Czerwona kartka |
| --------------- | ---------- | -------------------------- | ------------------ | ----- | ------------ | --------------- |
| Słowenia – Cypr | 16.10.2018 | Stadion Stožice, Ljubljana | Dywizja C, Grupa 3 | 1:1   | 6            | 3               |

## Sędziowane mecze Ligi Europy 2019/2020[5]
| Mecz                   | Data      | Miejsce              | Runda        | Wynik | Żółta kartka | Czerwona kartka |
| ---------------------- | --------- | -------------------- | ------------ | ----- | ------------ | --------------- |
| FC Astana – AZ Alkmaar | 7.11.2019 | Astana Arena, Astana | Faza grupowa | 0:5   | 3            | 0               |